# Мертвецам не больно
«Мертвецам не больно» или «Мёртвые не причиняют боли» (англ. The Dead Don't Hurt), другое название До конца света
(фр. Jusqu’au bout du monde,
исп. Hasta el fin del mundo,
дат. Til Verdens Ende)
— кинофильм режиссёра Вигго Мортенсена. Главные роли в нём сыграли сам Мортенсен, Вики Крипс, Солли Маклауд и Гаррет Диллахант. Премьера картины состоялась в сентябре 2023 года на кинофестивале в Торонто.

## Сюжет
Сан-Франциско, 1860-е годы. Франкоканадка Вивьен Ле Куди влюбляется в датского иммигранта Хольгера Ольсена, но их разлучает и отдаляет друг от друга Гражданская война.

## В ролях
- Вигго Мортенсен — Хольгер Ольсен
- Вики Крипс — Вивьен Ле Куди
- Солли Маклауд — Уэстон Джеффрис
- Гаррет Диллахант — Альфред Джеффрис, отец Уэстона
- У. Эрл Браун — Алан Кендалл, бармен
- Дэнни Хьюстон — мэр Рудольф Шиллер
- Шейн Грэм — Билли Кроссли
- Атлас Грин — Винсент, сын Вивьен
- Лэнс Хенриксен
- Том Бейтман

## Производство
В октябре 2022 года стало известно, что Мортенсен станет режиссёром и исполнителем главной роли в фильме, сценарий для которого он написал. В фильме также снимались Вики Крипс, Солли Маклауд, Дэнни Хьюстон, Том Бейтман, Лэнс Хенриксен и У. Эрл Браун. Мортенсен снова работал с несколькими людьми, которые работали с ним над предыдущими фильмами, включая Марселя Зискинда, художника-постановщика Кэрол Спайер и художника-постановщика Джейсона Кларка, а также художника по костюмам Энн Диксон. Крипс описала работу с Мортенсеном в интервью The Times: «В мире вестернов не так много женщин. Так что это было очень тяжело. Из всех мужчин он очень мягкий, открытый и очень „там“. Но всё же это напомнило мне, почему я люблю работать с женщинами». Съёмки фильма начались в Канаде 12 октября 2022 года, места съёмок — Онтарио и Британская Колумбия, также съёмки проходили в Дуранго. Проект является совместным производством кинокомпаний Talipot Studio, Recorded Picture и Perceval Pictures. Съёмки были завершены в декабре 2022 года.